# Julius Petzholdt
Julius Petzholdt, född 25 november 1812 i Dresden, död där 17 januari 1891, var en tysk bibliograf.
Petzholdt tjänstgjorde sedan 1840-talets början som bibliotekarie hos medlemmar av den sachsiska kungafamiljen och erhöll 1878 titeln geheime hovråd. Sitt litterära rykte grundlade han genom Anzeiger für Literatur und Bibliothekwissenschaft (1840–86) och Adressbuch der Bibliotheken Deutschlands mit Einschluss von Österreich und der Schweiz (1844; femte upplagan 1875). Bland hans övriga arbeten märks Handbuch deutscher Bibliotheken (1853), Katechismus der Bibliothekenlehre (1856; tredje upplagan 1877, ny bearbetning av Arnim Graesel 1890) och Bibliotheca bibliographica (1866).